# August Oberhauser
August Oberhauser   (Suïssa, 4 de març de 1895 - Merlischachen, 1 d'agost de 1971) fou un futbolista suís, que jugava de defensa, que va competir durant la dècada de 1920.
El 1924 va prendre part en els Jocs Olímpics de París, on guanyà la medalla de plata en la competició de futbol. Pel que fa a clubs, defensà els colors del FC Nordstern Basel (1924-1927). Amb la selecció nacional jugà 20 partits entre 1924 i 1926, en què marcà 4 gols.